# Li Shan (pintor)
Avís: amb el nom Li Shan hi han tres artistes (un nascut el 1885, un altre 1926 i un tercer nascut el 1947). Joseph Li Shan és bisbe de Pequín. També existeix una muntanya Lishan.

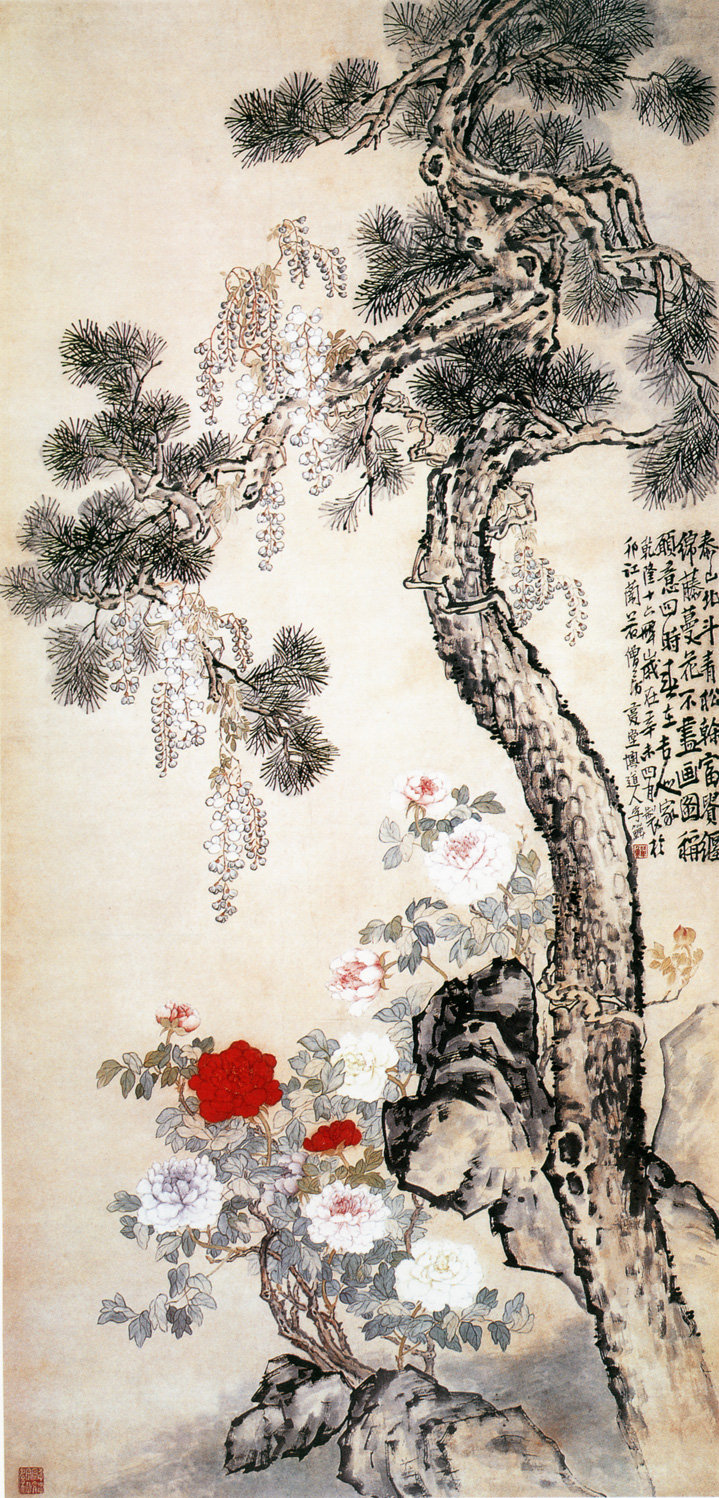
Pi, Roca i Anglesina, Museu de Xangai

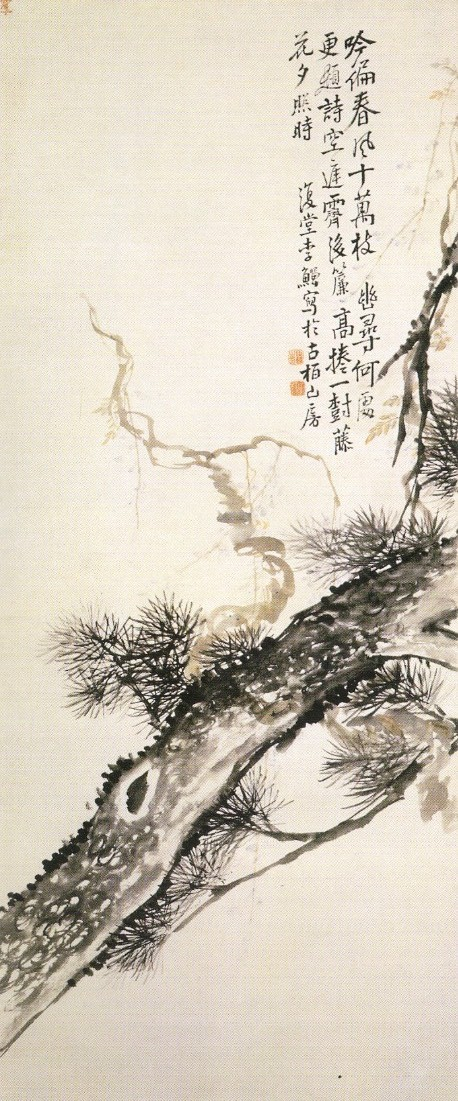
“Pi i glicina”, Rotlle.Tinta i color sobre paper Museu del Palau de Pequín

Li Shan (xinès simplificat: 李鳝; xinès tradicional:李鱓; pinyin: Lǐ Shàn), conegut també com a Fu Tang, fou un pintor, cal·lígraf i poeta xinès que va viure sota la dinastia Qing. Va néixer vers els 1686 a Xinghua, província de Jiangsu i va morir el 1762. Va ser funcionari de l'administració imperial però decebut abandona la funció pública i es retirà a Yangzhou vivint del seu treball com a pintor.
Pintor de plantes i roques, valorat per la seva qualitat, Ben aviat va destacar com a pintor. Dominava la utilització del color fosc, blanc i gris, La seva obra rebé la influència de Shitao, Gao Qipei i, més endavant, de Xu Wei. Formà part del col·lectiu conegut com els “Vuit Excèntrics de Yangzhou”. Es troben obres seves en: Museu Guimet de París, Museu del Palau de Pequín, Museu de Xangai, entre d'altres.